# Томболо (град)
Вижте пояснителната страница за други значения на Томболо.
То̀мболо (на италиански: Tombolo; на венециански: Tonboło, Тонболо) е градче и община в Северна Италия, провинция Падуа, регион Венето. Разположено е на 42 m надморска височина. Населението на общината е 8288 души (към 2010 г.).